# Cynodictis
Cynodictis — вимерлий рід хижих ссавців з родини амфіціонових, який населяв Євразію від підпохи пізнього еоцену до підпохи раннього олігоцену, живучи від 37.2 до 28.4 мільйонів років тому і проіснував приблизно 8.8 мільйонів років.